# Campionat del Món de motociclisme de 1988
La temporada de 1988 del Campionat del món de motociclisme fou la 40a edició d'aquest campionat, organitzat per la FIM. Aquell any es va celebrar el primer Gran Premi dels Estats Units en 23 anys al circuit de Laguna Seca, a Califòrnia. Els americans van seguir dominant el campionat de 500cc, mentre que la resta de cilindrades les van guanyar pilots catalanoparlants: Sito Pons la de 250cc (esdevenint el primer campió del món de motociclisme català) i Jorge Martínez "Aspar" les de 80cc i 125cc, totes dues amb les Derbi de fàbrica. Aspar va esdevenir així l'últim a guanyar dos campionats en una mateixa temporada.

## Resum de la temporada

### 500cc
Eddie Lawson va recuperar el campionat de 500cc enfront de Wayne Gardner en una temporada en què hi va haver diversos duels renyits. Dos nord-americans nouvinguts van debutar als Grans Premis: Wayne Rainey i Kevin Schwantz i cadascun va guanyar curses en el seu primer any. Rainey, de fet, va debutar als 500cc, ja que el 1984 ja havia pilotat una 250cc i havia aconseguit un podi en 12 curses disputades. L'avaluació de pretemporada que va fer Alan Cathcart a la publicació especialitzada Cycle News deia que «Rainey és un bon pilot, però mai no en serà un de gran. I, certament, mai no serà un Randy Mamola». Cagiva va debutar aquell any al mundial, justament amb Randy Mamola de pilot.
En aquella època, els motors V4 de 500cc emprats pels equips de fàbrica eren extremadament potents, cosa que, combinada amb la rigidesa dels xassissos, produïa fortes derrapades i estrebades laterals a les motos, sovint amb el resultat del pilot sortint disparat enlaire.

### 250cc
El campionat de 250cc de 1988 va ser un dels més disputats dels darrers anys. Sito Pons (Honda) i Joan Garriga (Yamaha) van protagonitzar un emocionant duel pel títol que no es va resoldre fins a la darrera cursa de la temporada, el Gran Premi del Brasil, on Pons fou tercer i Garriga cinquè, de manera que Pons es proclamà campió amb 10 punts d'avantatge final sobre Garriga. Al llarg de la temporada, Pons va guanyar quatre curses i Garriga, tres. Jacques Cornu, tercer classificat, Dominique Sarron, quart i Luca Cadalora, sisè, van guanyar-ne dues cadascun. Anton Mang i Jim Filice van obtenir una victòria cadascun. Mang va guanyar la primera cursa de la temporada a Suzuka, però les lesions sofertes més tard en una caiguda a Rijeka el forçaren a retirar-se definitivament.

### 80cc i 125cc
A les cilindrades petites, el valencià "Aspar" va aconseguir el doblet en guanyar amb Derbi els campionats de 80 i 125cc de forma incontestable. Als 80cc, Aspar va aconseguir sis victòries d'un total de set curses al llarg de la temporada, mentre que als 125cc n'aconseguí nou sobre onze. Derbi va obtenir, a més, tots dos campionats de constructors. La firma catalana disposava d'un potent equip de fàbrica, compost, a més d'Aspar, per Àlex Crivillé (que fou subcampió de 80cc) i "Champi" Herreros (que fou quart).

## Campions del món
Pilots
| 80cc           | 125cc          | 250cc     | 500cc        |
| -------------- | -------------- | --------- | ------------ |
| Jorge Martínez | Jorge Martínez | Sito Pons | Eddie Lawson |

Constructors
| 80cc  | 125cc | 250cc | 500cc  |
| ----- | ----- | ----- | ------ |
| Derbi | Derbi | Honda | Yamaha |

Sidecars
| Pilot / Passatger           | Constructor |
| --------------------------- | ----------- |
| Steve Webster / Tony Hewitt | Krauser     |

## Grans Premis

### Sistema de puntuació
El 1988 es va modificar el sistema de puntuació que es venia aplicant des del 1969. A partir d'ara, s'atorgaven punts als quinze primers classificats en comptes de als deu com abans. Aquest nou sistema estigué vigent fins al 1991.
Barem de puntuació de 1988 a 1991:
| Posició | 1  | 2  | 3  | 4  | 5  | 6  | 7 | 8 | 9 | 10 | 11 | 12 | 13 | 14 | 15 |
| Punts   | 20 | 17 | 15 | 13 | 11 | 10 | 9 | 8 | 7 | 6  | 5  | 4  | 3  | 2  | 1  |

### Calendari
| Cursa | Data           | Gran Premi                       | Circuit           |
| ----- | -------------- | -------------------------------- | ----------------- |
| 1     | 27 de març     | Gran Premi del Japó              | Suzuka            |
| 2     | 10 d'abril     | Gran Premi dels Estats Units     | Laguna Seca       |
| 3     | 24 d'abril     | Gran Premi d'Espanya             | Jarama            |
| 4     | 1 de maig      | Gran Premi de Portugal - Expo 92 | Jerez             |
| 5     | 22 de maig     | Gran Premi de les Nacions        | Imola             |
| 6     | 29 de maig     | Gran Premi d'Alemanya            | Nürburgring       |
| 7     | 12 de juny     | Gran Premi d'Àustria             | Salzburgring      |
| 8     | 25 de juny     | Dutch TT                         | Assen             |
| 9     | 3 de juliol    | Gran Premi de Bèlgica            | Spa-Francorchamps |
| 10    | 17 de juliol   | Gran Premi de Iugoslàvia         | Rijeka            |
| 11    | 24 de juliol   | Gran Premi de França             | Paul Ricard       |
| 12    | 7 d'agost      | Gran Premi de Gran Bretanya      | Donington Park    |
| 13    | 14 d'agost     | Gran Premi de Suècia             | Anderstorp        |
| 14    | 28 d'agost     | Gran Premi de Txecoslovàquia     | Brno              |
| 15    | 17 de setembre | Gran Premi del Brasil            | Goiânia           |

### Guanyadors
| Cursa | Gran Premi           | 80cc              | 125cc          | 250cc            | 500cc          | Resultats |
| ----- | -------------------- | ----------------- | -------------- | ---------------- | -------------- | --------- |
| 1     | GP del Japó          |                   |                | Anton Mang       | Kevin Schwantz | Resultat  |
| 2     | GP dels Estats Units |                   |                | Jim Filice       | Eddie Lawson   | Resultat  |
| 3     | GP d'Espanya         | Stefan Dörflinger | Jorge Martínez | Sito Pons        | Kevin Magee    | Resultat  |
| 4     | GP Expo 92           | Jorge Martínez    |                | Joan Garriga     | Eddie Lawson   | Resultat  |
| 5     | GP de les Nacions    | Jorge Martínez    | Jorge Martínez | Dominique Sarron | Eddie Lawson   | Resultat  |
| 6     | GP d'Alemanya        | Jorge Martínez    | Ezio Gianola   | Luca Cadalora    | Kevin Schwantz | Resultat  |
| 7     | GP d'Àustria         |                   | Jorge Martínez | Jacques Cornu    | Eddie Lawson   | Resultat  |
| 8     | Dutch TT             | Jorge Martínez    | Jorge Martínez | Joan Garriga     | Wayne Gardner  | Resultat  |
| 9     | GP de Bèlgica        |                   | Jorge Martínez | Sito Pons        | Wayne Gardner  | Resultat  |
| 10    | GP de Iugoslàvia     | Jorge Martínez    | Jorge Martínez | Sito Pons        | Wayne Gardner  | Resultat  |
| 11    | GP de França         |                   | Jorge Martínez | Jacques Cornu    | Eddie Lawson   | Resultat  |
| 12    | GP de Gran Bretanya  |                   | Ezio Gianola   | Luca Cadalora    | Wayne Rainey   | Resultat  |
| 13    | GP de Suècia         |                   | Jorge Martínez | Sito Pons        | Eddie Lawson   | Resultat  |
| 14    | GP de Txecoslovàquia | Jorge Martínez    | Jorge Martínez | Joan Garriga     | Wayne Gardner  | Resultat  |
| 15    | GP del Brasil        |                   |                | Dominique Sarron | Eddie Lawson   | Resultat  |

### Accident mortal
Alfred Heck es va morir arran d'un accident durant els entrenaments de la cursa de sidecars del Gran Premi de França.

## Classificació dels pilots

### 500 cc
(Llegenda) (En negreta - Pole; En cursiva - Volta ràpida)